# Saint-André-d'Olérargues
 Saint-André-d'Olérargues  es una población y comuna francesa, situada en la región de Languedoc-Rosellón, departamento de Gard, en el distrito de Nimes y cantón de Lussan.

## Demografía
| 144 | 153 | 145 | 192 | 268 | 289 | 393 | 406 |
| Para los censos de 1962 a 1999 la población legal corresponde a la población sin duplicidades (Fuente: INSEE [Consultar]) |     |     |     |     |     |     |     |